# Miltasura celebensis
Miltasura celebensis là một loài bướm đêm thuộc phân họ Arctiinae, họ Erebidae.